# Джейсън Ърлс
Джейсън Даниел Ърлс (на английски: Jason Daniel Earles) е американски актьор, комик и майстор по бойни изкуства, известен с ролята си на Джексън Стюарт в комедийния сериал на Дисни Ченъл Хана Монтана и ролята му на Руди Гилеспи в сериала на Дисни XD „Братя по карате“.

## Ранен живот
Ърлс е роден в Сан Диего, Калифорния. След като живее в щата Охайо и Вашингтон, семейството му се премества в Орегон. Там той завършва гимназия „Гленко“ в Хилсбъроу. Преди да се премести в Южна Калифорния, Ърлс е живял в Билингс, Монтана, където завършва колежа „Роки Маунтин“ през 2000 година.

## Кариера
Ърлс играе по-големия брат на Майли Сайръс – Джаксън Стюарт в сериала на Дисни „Хана Монтана“. Той също така два пъти е бил гост звезда в поредицата „Фил от бъдещето“ в ролята на Грейди Спагет, който учи математика. Ърлс играе ботаник играч, най-добрият приятел на Брайън Милър в ситкома „Непослушни родители“. През 2004 г. той участва във филма „Съкровището на нацията“ като Томас Гейтс, прародител на Бен Гейтс. През 2005 г. Джейсън изиграва Ърни Карловиц във филма „Американски пай: Музикален лагер“. Той също така озвучава Спадник във филма „Космически приятели“. През 2011 – 2015 г. Джейсън участва в хитовия телевизионен сериал на Дисни Ченъл – Братя по карате.